# Бишимбаев, Валихан Козыкеевич
Валихан Козыкеевич Бишимбаев (каз. Уәлихан Қозыкеұлы Бишімбаев; род. 27 октября 1946, село Турар Рыскулова, Тюлькубасский район, Южно-Казахстанская область Казахская ССР) — казахстанский общественный и научный деятель. Заслуженный работник Республики Казахстан (1996). Лауреат Государственной премии Республики Казахстан в области науки и техники (2005).
Доктор технических наук (1991), профессор (1992), академик НАН РК.

## Биография
Родился 27 октября 1946 года в селе Ванновка Тюлькубасского района Чимкентской области. Происходит из рода Шымыр племени Дулат.
В 1968 году окончил Казахский химико-технологический институт по специальности инженер-технолог.
С 1969 по 1972 годы окончил аспирантуру Московского государственного химико-технологического института им. Д. И. Менделеева.
В 1991 году защитил почётное учёное звание доктора технических наук, тема диссертации: «Рациональное использование нефтебитумных пород и некондиционного сырья Западного Казахстана и Приаралья».

## Трудовая деятельность
С 1968 по 1969 годы — ассистент Казахского химико-технологического института.
С 1972 по 1978 годы — преподаватель, старший преподаватель, заведующий кафедрой Казахского химико-технологического института.
С 1978 по 1990 годы — директор Кзыл-ординского филиала Джамбулского гидромелиоративно-строительного института.
С 1990 по 1996 годы — ректор Кзыл-Ординского института агропромышленного производства.
С 1996 по 2001 годы — ректор Таразского государственного университета имени М. Х. Дулати.
С 2001 по 2012 годы — ректор Южно-Казахстанского государственного университета имени М. О. Ауэзова.

## Выборные должности, депутатство
С 1994 по 1996 годы — депутат Кзыл-Ординского областного маслихата.
С 2003 по 2012 годы — депутат Южно-Казахстанского областного маслихата.
С 18 января 2012 по 20 января 2016 годы — депутат Мажилиса Парламента Республики Казахстан V созыва, Член Комитета по социально-культурному развитию.

## Прочие должности
- Председатель ассоциации Совета ректоров вузов южного региона
- Председатель Регионального отделения Национальной Академии Республики Казахстан
- Заместитель председателя комитета по инновации Южно-Казахстанской области
- Председатель редакционного совета республиканского научного журнала «Наука и образования Южного Казахстана»
- председатель фракции НДП «Нур Отан» Южно-Казахстанского областного маслихата
- Член Политического совета партии Нур Отан и др.

## Награды и звания

### научные звания и степени
- доктор технических наук (1991)
- профессор (1992)
- академик НАН РК
- академик НИА РК
- академик Академии наук Высшей школы Республики Казахстан
- академик Международной академии экологии и природопользования
- профессор Южно-Казахстанский государственный университет имени М. О. Ауэзова
- Почётный работник образования Республики Казахстан (2002)
- Отличник Образования Республики Казахстан (1996)
- Обладатель нагрудного знака имени Ибрая Алтынсарина
- Кавалер педагогического ордена имени Ахмета Байтурсынова (2005, 2008) и др.

### Государственные награды
- Орден «Знак Почёта» (СССР 1982 года)
- Орден Курмет (2003)[2]
- Орден Парасат (2009)[3]
- Лауреат Государственной премии Республики Казахстан в области техники и технологий за научную работу «Создание и организация инновационных технологий переработки природного и техногенного вторичного сырья» (2005)[4]
- почётное звание «Заслуженный работник Республики Казахстан» (1996)[5]
- почётное звание «Заслуженный инженер Республики Казахстан» (2005)
- почётное звание «Лучший ректор Казахстана» (2006, 2007)
- почётное звание «Заслуженный деятель науки Республики Казахстан» (2003)
- почётное звание «Заслуженный изобретатель Республики Казахстан»
- почётное звание «Почётный гражданин города Кызылорды» (2009)
- Награждён благодарственным письмом Первого Президента Республики Казахстан.

### государственные юбилейные медали
- Медаль «Астана» (1998)
- Медаль «10 лет независимости Республики Казахстан» (2001)
- Медаль «10 лет Парламенту Республики Казахстан» (2006)
- Медаль «10 лет Астане» (2008)
- Медаль «20 лет независимости Республики Казахстан» (2011) и др.

### Награды международных и общественных организаций
- Орден «Содружество» (26 ноября 2015 года, Межпарламентская ассамблея СНГ) — за активное участие в деятельности Межпарламентской Ассамблеи и её органов, вклад в укрепление дружбы между народами государств — участников Содружества Независимых Государств[6].

## Научные, литературные труды
Под руководством В. К. Бишимбаева защищены 21 докторская и 31 кандидатская научные диссертации. Он является автором 17 монографий, 37 учебников и учебных пособий, более 700 научных статей, автор 123 авторских свидетельств, патентов и инновационных патентов.
Автор книг «Техника и технология добычи и транспортировки» (1987, в соавт.), «Улучшение экологической ситуации Приаралья» (1993, в соавт.), ряда публикаций в прессе, общее количество опубликованных работ — 320 и др.

## Семья
- Отец: Бишимбаев Козыке (15 апреля 1926 — 8 декабря 2014) — полковник, почетный сотрудник КГБ СССР, начальник отдела КГБ по Кзыл-Ординской области (1970—1982).[7][8][9][10]
- Жена — Нурлыбекова Альмира Балтабаевна (1953 г.р.).
- Дети: дочь — Аружан (1984 г.р.); сын — Куандык (1980 г.р.).